# Persone di nome Antonio/Attori
| Questa pagina contiene informazioni ricavate automaticamente dalle voci biografiche con l'ausilio del template Bio e di un bot. L'aggiornamento è periodico e automatico e ricostruisce completamente la pagina. Se manca una persona in questa lista, sei pregato di non aggiungerla, ma accertati piuttosto che la sua voce biografica contenga il template Bio e che i dati anagrafici siano correttamente compilati. Se il template Bio manca, inseriscilo tu stesso o, in alternativa, metti l'avviso {{tmp\|Bio}} che ne segnala la mancanza. Se i dati riportati sono sbagliati, correggi direttamente la voce biografica; le modifiche saranno visibili in questa lista entro pochi giorni. Per chiarimenti vedi il progetto antroponimi. La lista contiene solo le 85 persone che sono citate nell'enciclopedia e per le quali è stato implementato correttamente il template Bio. Pagina aggiornata al 6 ago 2025. |

Questa è una lista di persone presenti nell'enciclopedia che hanno il nome Antonio e sono attori.

## A(7)
- Antonio Acqua, attore italiano (Roma, n. 1893 - Roma, † 1966)
- Antonio Albanese, attore, comico e cabarettista italiano (Olginate, n. 1964)
- Antonio Allocca, attore italiano (Portici, n. 1937 - Marcianise, † 2013)
- Antonio Alveario, attore italiano (Messina, n. 1963)
- Antonio Andrisani, attore, sceneggiatore e regista italiano (Matera, n. 1966)
- Antonio Angrisano, attore e doppiatore italiano (Salerno, n. 1956)
- Renato Aragão, attore, cantante e showman brasiliano (Sobral, n. 1935)

## B(5)
- Antonio Ballerio, attore, doppiatore e regista italiano (Milano, n. 1941)
- Antonio Bannò, attore italiano (Roma, n. 1994)
- Antonio Barrios, attore italiano (Alghero, n. 1953)
- Antonio Battistella, attore italiano (Ferrara, n. 1912 - Roma, † 1980)
- Antonio Bonifacio, attore, sceneggiatore e regista italiano (Cosenza, n. 1957)

## C(11)
- Antonio Calloni, attore, scrittore e poeta brasiliano (San Paolo, n. 1961)
- Antonio Cantafora, attore italiano (Crotone, n. 1944 - Roma, † 2024)
- Antonio Casagrande, attore italiano (Napoli, n. 1931 - Napoli, † 2022)
- Antonio Casale, attore cinematografico italiano (Acceglio, n. 1932 - Civita Castellana, † 2017)
- Antonio Casas, attore spagnolo (La Coruña, n. 1911 - Madrid, † 1982)
- Antonio Catania, attore italiano (Acireale, n. 1952)
- Antonio Centa, attore italiano (Maniago, n. 1907 - Rovigo, † 1979)
- Antonio Cifariello, attore italiano (Napoli, n. 1930 - Lusaka, † 1968)
- Antonio Cipriano, attore statunitense (Grosse Pointe Woods, n. 2000)
- Antonio Crast, attore italiano (Parenzo, n. 1911 - Roma, † 1984)
- Antonio Cupo, attore canadese (Vancouver, n. 1978)

## D(4)
- Antonio D'Ausilio, attore e personaggio televisivo italiano (Napoli, n. 1972)
- Antonio Dimitri, attore e cantante italiano (Manduria, n. 1931 - Roma, † 2019)
- Antonio Durán, attore spagnolo (Vigo, n. 1959)
- Antonio de la Torre, attore spagnolo (Malaga, n. 1968)

## F(4)
- Antonio Fargas, attore statunitense (New York, n. 1946)
- Antonio Folletto, attore italiano (Napoli, n. 1988)
- Toni Fornari, attore, regista e sceneggiatore italiano (Marcellina, n. 1972)
- Antonio Resines, attore e comico spagnolo (Torrelavega, n. 1954)

## G(7)
- Antonio Gandusio, attore italiano (Rovigno d'Istria, n. 1872 - Milano, † 1951)
- Antonio Gargiulo, attore italiano (Napoli, n. 1981)
- Antonio Gerardi, attore e conduttore radiofonico italiano (Potenza, n. 1968)
- Antonio Gradoli, attore italiano (Roma, n. 1917 - Roma, † 1990)
- Antonio Greco, attore italiano (Torino, n. 1884 - Torino, † 1913)
- Antonio Grisanti, attore italiano (Cunico, n. 1859 - Torino, † 1914)
- Antonio Guidi, attore e doppiatore italiano (Ferrara, n. 1927 - Bergamo, † 2013)

## H(1)
- Antonio Hortelano, attore spagnolo (Valencia, n. 1975)

## I(1)
- Dominot, attore e mimo italiano (Tunisi, n. 1930 - Velletri, † 2014)

## J(1)
- Antonio Jaramillo, attore messicano (Tijuana, n. 1981)

## L(5)
- Antonio La Raina, attore italiano (Napoli, n. 1922 - Napoli, † 2000)
- Antonio Latella, attore e regista teatrale italiano (Castellammare di Stabia, n. 1967)
- Ney Latorraca, attore brasiliano (Santos, n. 1944 - Rio de Janeiro, † 2024)
- Tony Lo Bianco, attore statunitense (New York, n. 1936 - Poolesville, † 2024)
- Antonio Lozano, attore spagnolo (Madrid, n. 1959)

## M(11)
- Antonio Maria Magro, attore, regista e sceneggiatore italiano (Catanzaro, n. 1954)
- Antonio Mancino, attore italiano (Pignola, n. 1972)
- Antonio Manzini, attore, sceneggiatore e regista italiano (Roma, n. 1964)
- Antonio Marsina, attore italiano (Nardò, n. 1946)
- Nino Milano, attore italiano (Eboli, n. 1920 - Roma, † 1989)
- Antonio Milo, attore italiano (Castellammare di Stabia, n. 1968)
- Antonio Molina, attore, danzatore e cantante spagnolo (Malaga, n. 1928 - Madrid, † 1992)
- Antonio Molino Rojo, attore spagnolo (Venta de Baños, n. 1926 - Barcellona, † 2011)
- Antonio Monselesan, attore e allenatore di pugilato italiano (Libia, n. 1941 - Lucca, † 2015)
- Antonio Moreno, attore e regista spagnolo (Madrid, n. 1887 - Beverly Hills, † 1967)
- Antonio Mourelos, attore, doppiatore e scrittore spagnolo (Lugo, n. 1959)

## N(3)
- Tony Nappo, attore canadese (Scarborough, n. 1968)
- Antonio Neiwiller, attore, regista teatrale e drammaturgo italiano (Napoli, n. 1948 - Roma, † 1993)
- Antonio Nicotra, attore italiano (Catania, n. 1908 - Verona, † 2002)

## O(2)
- Antonio Orlando, attore italiano (Napoli, n. 1960 - Napoli, † 1988)
- Antonio Ozores, attore e regista spagnolo (Burjassot, n. 1928 - Madrid, † 2010)

## P(9)
- Antonio Paiola, attore e doppiatore italiano (Milano, n. 1941)
- Antonio Pennarella, attore italiano (Napoli, n. 1960 - Napoli, † 2018)
- Antonio Petrocelli, attore, cabarettista e scrittore italiano (Montalbano Jonico, n. 1953)
- Antonio Pierfederici, attore italiano (La Maddalena, n. 1919 - Roma, † 1999)
- Antonio Piovanelli, attore italiano (Lograto, n. 1940)
- Antonio Pisu, attore, regista e sceneggiatore italiano (Carrara, n. 1984)
- Nino Prester, attore, doppiatore e direttore del doppiaggio italiano (Palermo, n. 1955)
- Antonio Prieto, attore spagnolo (Aspe, n. 1905 - Madrid, † 1965)
- Tonino Pulci, attore e regista italiano (Scalea, n. 1947 - Roma, † 2012)

## R(2)
- Antonio Rezza, attore, regista e scrittore italiano (Novara, n. 1965)
- Tato Russo, attore, scrittore e commediografo italiano (Napoli, n. 1947)

## S(4)
- Antonio Sabato Jr., attore e supermodello italiano (Roma, n. 1972)
- Antonio Sabato, attore italiano (Montelepre, n. 1943 - Hemet, † 2021)
- Antonio Salines, attore e regista italiano (La Spezia, n. 1936 - Roma, † 2021)
- Antonio Stornaiolo, attore e conduttore televisivo italiano (Napoli, n. 1961)

## T(1)
- Totò, attore, comico e commediografo italiano (Napoli, n. 1898 - Roma, † 1967)

## V(4)
- Antonio Velázquez, attore spagnolo (Granada, n. 1981)
- Antonio Veneziano, attore italiano (Genova, n. 1986)
- Antonio Vico Camarero, attore spagnolo (Santiago del Cile, n. 1903 - Madrid, † 1972)
- Antonio Vilar, attore portoghese (Lisbona, n. 1912 - Madrid, † 1995)

## Z(3)
- Antonio Zanoletti, attore e regista teatrale italiano (Borgo San Giacomo, n. 1949 - Milano, † 2023)
- Antonio Zavatteri, attore italiano (Torino, n. 1967)
- Antonio Zequila, attore e personaggio televisivo italiano (Atrani, n. 1964)